# Reserva de la Biosfera del Valle del Cabriel
La Reserva de la Biosfera del Valle del Cabriel engloba los 220 kilómetros del valle del río Cabriel, que discurre por las provincias de Teruel, Cuenca, Albacete y Valencia. Protege 421 765 hectáreas y está formada por 52 municipios.
El valle del río Cabriel está declarado como Reserva de la Biosfera desde 2019, una figura creada y concedida por la UNESCO dentro de su Programa Persona y Biosfera (MaB). Esta catalogación está reservada para los territorios del planeta con valores sobresalientes en cuanto a su medio natural, social y económico.
Esta reserva de la biosfera cuenta en su interior con otras figuras de protección, como la Reserva natural de las Hoces del Cabriel (Castilla-La Mancha) y el Parque natural de las Hoces del Cabriel (Comunidad Valenciana).